# Râul Emme
Râul Emme este un râu cu lungimea de 81 km din Elveția. Se găsește în zona dintre Hohgant și Augstmatthorn, în cantonul Berna. Traversează regiunea Emmental și curge spre râul Aare în aval de orașul Solothurn. Mărimea bazinului hidrografic este de 983 km². debitul de apă al râului este în mod normal de cca 20 m³/s, dar poate ajunge și la peste 600 m³/s. Emme este cunoscut pentru variațiile sale bruște de debit.
În narațiunea sa Die Wassernot im Emmental („Inundația în Emmental”) Jeremias Gotthelf descrie cea mai mare și mai impresionantă inundație a râului, care a avut loc la 13 august 1837. Aceasta și alte inundații au făcut ca în secolul al XIX-lea Emme șă fie canalizat pe aproape toată lungimea. Afluenții lui Emme sunt Ilfis și Limpach.